# Borzja (folyó)
A Borzja (oroszul: Борзя, burját nyelven: Бооржо) folyó Oroszország ázsiai részén, a Bajkálontúli határterületen; az Onon jobb oldali mellékfolyója.

## Földrajz
Hossza: 304 km, vízgyűjtő területe: 7080 km², évi közepes vízhozama: 2,8 m³/s. A szárazabb években kiszárad.
A Kukulbej-hegységben ered és délnyugat felé tart, majd az orosz-mongol határ közelében nyugatra, a torkolat közelében északnyugatra fordul. Száraz sztyepp vidéken, széles, mocsaras völgyben folyik. November közepétől április elejéig teljesen befagy. Főként esővíz táplálja. 
Bal partján helyezkedik el Borzja város, járási székhely. 